# Prosper Depredomme
Prosper Depredomme fue un ciclista belga, nacido el 26 de mayo en 1918 en Thouars y fallecido el 8 de noviembre de 1997 en Anderlecht. Fue flamante vencedor de dos Lieja-Bastogne-Lieja.

## Palmarés
1943
- Gran Premio de la Villa de Zottegem

1946
- Lieja-Bastogne-Lieja

1947
- 1 etapa del Tour de Luxemburgo

1949
- 3º en el Campeonato de Bélgica en Ruta

1950
- Lieja-Bastogne-Lieja

## Resultados

### Grandes Vueltas
| Carrera         | 1940 | 1941 | 1942 | 1943 | 1944 | 1945 | 1946 | 1947 | 1948 | 1949 | 1950 | 1951 | 1952 | 1953 | 1954 |
| --------------- | ---- | ---- | ---- | ---- | ---- | ---- | ---- | ---- | ---- | ---- | ---- | ---- | ---- | ---- | ---- |
| Giro de Italia  | -    | -    | -    | -    | -    | -    | -    | -    | Ab.  | -    | -    | Ab.  | -    | -    | -    |
| Tour de Francia | -    | -    | -    | -    | -    | -    | -    | Ab.  | -    | -    | -    | -    | -    | -    | -    |
| Vuelta a España | -    | -    | -    | -    | -    | -    | -    | -    | -    | -    | -    | -    | -    | -    | -    |

-: no participa

Ab.: abandono